# Первомайська територіальна громада (Харківська область)
Первомайська територіальна громада — територіальна громада в Україні, в Лозівському районі Харківської області. Адміністративний центр — місто Златопіль. Не зважаючи на перейменування адміністративного центру, територіальна громада не була перейменована, оскільки наразі відсутні правові підстави і механізми для перейменування територіальних громад.

## Загальна інформація
Площа громади — 139,2 км2, населення громади — 31 008 осіб (2020).

## Населені пункти
До складу громади входять 9 населених пунктів — 1 місто (Златопіль) та 8 сіл (Високе, Грушине, Калинівка, Караченців, Кашпурівка, Маслівка, Радомислівка, Ржавчик).

## Історія
Утворена 12 червня 2020 року шляхом об'єднання Первомайської міської та Грушинської, Ржавчицької сільських рад Первомайського району Харківської області. Перші вибори Первомайської міської ради та міського голови відбулися 25 жовтня 2020 року.
19 липня 2020 року в результаті адміністративно-територіальної реформи та ліквідації Первомайського району територія громади повністю ввійшла до складу Лозівського району.